# Acanthoceras
Ne doit pas être confondu avec le genre de diatomées Acanthoceras (Division Bacillariophyta, classe Mediophyceae, ordre Chaetocerotales, famille Chaetocerotaceae)
Genre
Acanthoceras est un genre fossile d'ammonites, céphalopodes disparus de la sous-classe des Ammonoidea. Ce genre appartient au sous-ordre des Ammonitina et à la famille des Acanthoceratidae. Ses membres vivaient au Crétacé, de l'Albien au Turonien, et étaient particulièrement bien représentés au Cénomanien. Il a été décrit par Alexandre Brongniart en 1822 puis par Melchior Neumayr en 1875.

## Description
Ces ammonites avaient des coquilles épaisses et très ornées.
L'espèce type Acanthoceras rothomagense, par exemple, possède une coquille qui peut mesurer plus de 40 centimètres de diamètre. La ligne de suture persillée fait penser à la feuille d'acanthe, et il est possible d'observer la présence de tubercules siphonaux et d'autres ventro-latéraux. Il y des côtes sur la coquille, souvent longues et courtes en alternance.

## Étymologie
Son nom a été formé par deux mots grecs Keras, signifiant corne, et Acantho venant de la ressemblance des lignes de suture de la coquille avec les feuilles d'acanthe.

## Localisation
Acanthoceras est une ammonite abondante dans la partie moyenne de l'étage Cénomanien (Crétacé Supérieur) en Europe, en Amérique du Nord et dans le nord de l'Australie.

#### Genre d'ammonites
- (en) Paleobiology Database : Acanthoceras  Neumayr, 1875
- photo
- banque images google

#### Genre de diatomées
- (en) Catalogue of Life : Acanthoceras
- (fr + en) ITIS : Acanthoceras  Honigmann